# قصص جميلة لأطفال قبيحين
كتب دايف لوبري سلسلة القصص المصورة بعنوان قصص جميلة لأطفال قبيحين، وصممها دان سويت مان ونشرتها شركة دي سي كومكس وبشعار سمكة البريانا الخاص بهم. تتكون السلسلة من 30 إصدار ذات مختارات ومقتطفات وفي غلاف ورقي مطبوع.

## الإصدارات
1. تشريح حلوى القطن
2. اليوم الكبير لجونسن الميت
3. يوميات راقص النقر المكتئب
4. البالون الأسود
5. سرداب المجوس
6. يوم ميلاد سعيد للجحيم
7. ريكي فتى الدونات
8. مت يا قوس المطر
9. ضوء القمر الغاضب
10. حيث تلعب عناكب التارانتولاز
11. نرجس مدينة الطاعون
12. دون الكون العقيم
13. تشريح حلوى القطن الجزء الثاني -هروب بينجو وايدي
14. أدعية خطيرة.
15. السياحة الوثنية.
16. بابا نويل الموجود في شارع التخفيضات.
17. مؤامرة السترات.
18. الوحش المحير - حكاية كيوبيد.
19. الفتيات اللطيفات لا يذبحن النمل.
20. آرنولد اعترافات محب الدم.
21. الرقص مع الأبقار.
22. مريض نفسي.
23. شيء صغير جدا ويتلوئ
24. أنا كلب بالوس.
25. فيلق اوقز.
26. متوفى مثلي.
27. طابق القتل غير الشمعي.
28. اليتيمة المذنبة.
29. امتصاص الجاذبية.
30. دمر الحلم وانتهى-انطلق فالشقة سحقت بالكامل.

## إصدارات أخرى
- ماذا لو كانت هذه هي النعيم الن تكون تلك هي الجحيم؟
- تشريح حلوى القطن تجارة الغلاف الورقي.
- أشكان – جمع 12 صفحة من ماذا لو كانت هذه هي النعيم الن تكون  تلك هي الجحيم